# Kawasaki Ki-91

O Kawasaki Ki-91 foi um projecto japonês para a concepção de um bombardeiro pesado de quatro motores, durante a Segunda Guerra Mundial. Enquanto a aeronave estava a ser projectada o local de trabalhos foi alvo, no início de 1945, de um bombardeamento por parte dos norte-americanos, tendo todos os avanços ficado destruídos.

## Desenvolvimento
O trabalho de projecto no avião começou em Maio de 1943, e o progresso era tal que no fim de 1944 o primeiro protótipo já estava a ser construído quando as linhas de montagem da Kawasaki se preparavam para a produção em série. No entanto, um ataque de bombardeamento norte-americano, em Fevereiro de 1945, destruiu muito do que poderia tornar o Ki-91 possível, forçando o programa a ser interrompido e, consequentemente, abandonado em favor de aviões de caça e de intercepção para lidar com a crescente pressão que o bombardeiro B-29 exercia em solo japonês.

## Especificações
A aeronave projectada tinha o aspecto de um bombardeiro pesado quadrimotor convencional, parecido com o Boeing B-29 Superfortress, contudo era ainda maior que o seu semelhante norte-americano. Tinha um comprimento de 32,9 metros e uma envergadura de 47,97 metros, sendo capaz de suportar um peso máximo de descolagem de 58 060 quilos. Alimentado por quatro motores Mitsubishi Ha-214, conseguiria atingir uma velocidade máxima de 580 quilómetros por hora. Com estar características, este bombardeiro pesado seria capaz de transportar uma carga de bombas de até quatro toneladas. A nível defensivo, o Ki-91 estava fortemente armado com metralhadoras em torretas, tendo duas metralhadoras de 20 mm no nariz da aeronave, quatro metralhadoras de 20 mm na cauda e seis metralhadoras de 20 mm espalhadas em torretas à volta da fuselagem.